# Asymbolus funebris
Asymbolus funebris  (лат.) — один из видов рода австралийских пятнистых кошачьих акул (Asymbolus), семейство кошачьих акул (Scyliorhinidae).
Этот вид известен по единственному голотипу, пойманному у юго-восточного побережья Австралии на глубине 195 м, который представлял собой самку длиной 44 см. Данных для оценки состояния сохранности вида недостаточно.